# Bernikla hawajska
Bernikla hawajska, gęś hawajska (Branta sandvicensis) – endemiczny gatunek ptaka z podrodziny gęsi (Anserinae) w rodzinie kaczkowatych (Anatidae), występujący jedynie na archipelagu Hawaje. Występuje wyłącznie na wyspach Oʻahu, Maui, Kauaʻi, Molokaʻi oraz Hawaiʻi. Jest oficjalnym symbolem stanu Hawaje.
Hawajska nazwa nēnē pochodzi od charakterystycznego dźwięku, jaki wydają te ptaki. Nazwa gatunkowa „sandvicensis” wywodzi się ze starej nazwy archipelagu Hawaje – Sandwich Islands. W Polsce jest hodowana.

## Opis

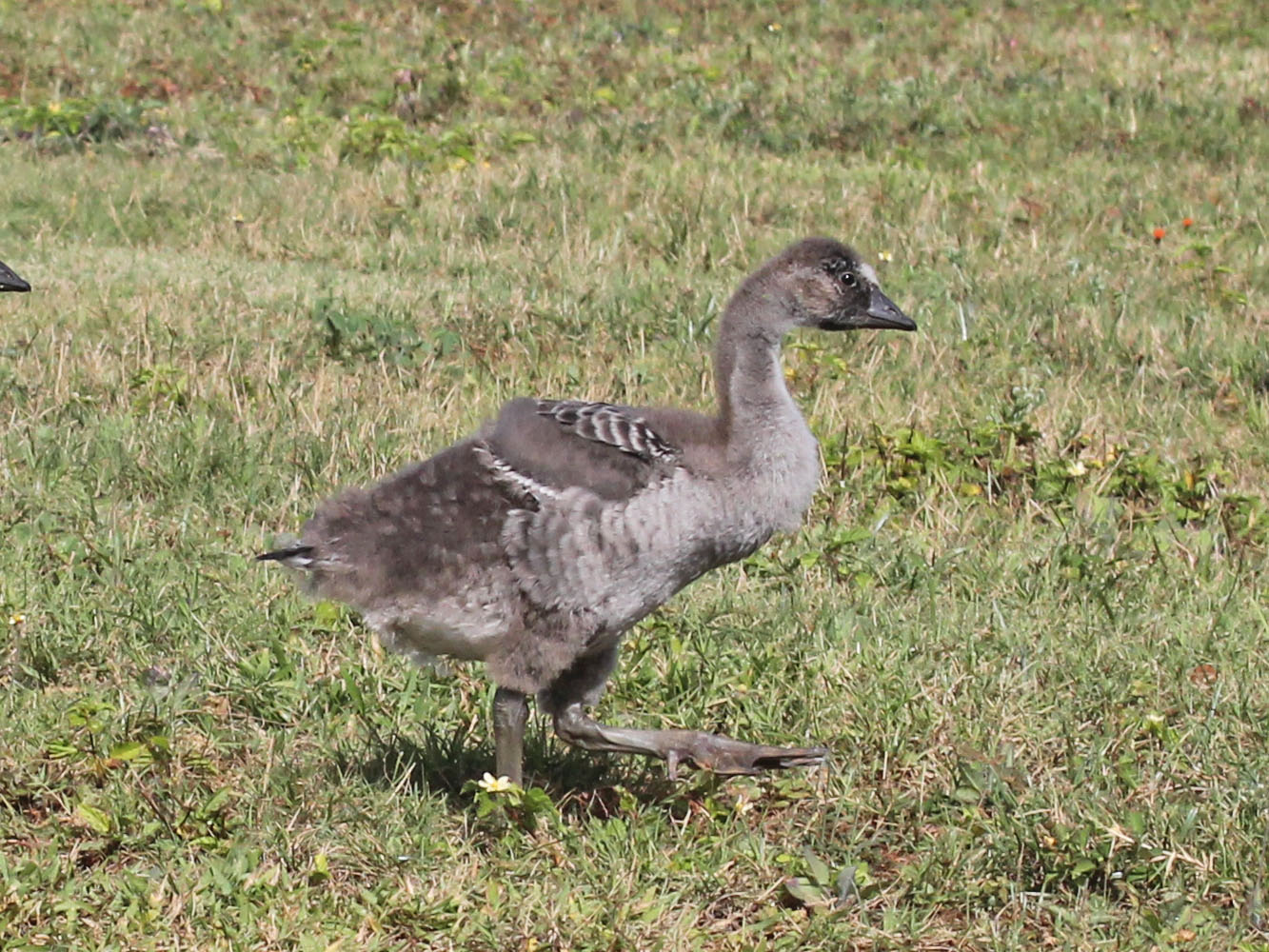
Młode bernikli hawajskiej

Duży ptak o długości ciała ok. 60 cm, rozpiętość skrzydła 35–37,8 cm. Masa ciała samic 1315–2560 g, samców 1675–3050 g; samce są średnio o 11% większe od samic. Brak wyraźnego dymorfizmu płciowego w upierzeniu. Pióra tworzą na szyi charakterystyczne, czarne rowki, które pozwalają na odróżnienie jej od innych gatunków z rodzaju Branta. Młode są podobne do samców, kolor ich upierzenia jest jednak bardziej brązowy, a rowki na szyi są mniej widoczne. Pomimo prowadzenia naziemnego trybu życia, ptak ten jest zdolny do lotu. Zdarzały się przypadki codziennych lotów między gniazdem a miejscem żerowania. Zdarzają się młode pozbawione możliwości lotu. Błona pławna na stopach zredukowana. Na palcach występuje warstwa grubszej łuski, która chroni stopę przed uszkodzeniami podczas pokonywania trudnych terenów. 

### Występowanie i siedliska
Zamieszkuje głównie zarośla, przybrzeżne wydmy, pola lawowe oraz ekosystemy wytworzone przez człowieka takie jak pola golfowe czy pastwiska. Spotykany jest do 2400 m n.p.m. oraz potrafi migrować z niższych terenów na te wyżej położone. Niegdyś występował na wielu wyspach archipelagu Hawaje (Hawaiʻi, Maui, Kahoʻolawe, Lānaʻi, Molokaʻi oraz Kauaʻi), jednak w wyniku polowań i introdukcji europejskich drapieżników jego populacja jest obecnie ograniczona do wysp Hawaiʻi, Maui, Molokaʻi, Kauaʻi i Oʻahu.

### Rozmnażanie
Sezon godowy trwa od sierpnia do kwietnia (dłużej niż u jakiejkolwiek innej gęsi), większość jaj jest składana w okresie od listopada do stycznia. Jaja składa na lądzie w odróżnieniu od większości Anatidae. Samica tworzy gniazdo, do którego składa do 5 jaj (średnio 3–4 w zależności od wyspy, na której występuje). Jaja wysiaduje samica, a samiec spełnia rolę strażnika. Pisklęta wykluwają się po około 30 dniach, są zagniazdownikami, a więc zdolne są do samodzielnego zdobywania pokarmu. Pozostają z rodzicami do następnego sezonu godowego.

### Pożywienie
Bernikla hawajska jest roślinożercą. Spożywa głównie liście, nasiona, owoce, kwiaty i trawy.

## Ewolucja
Badania dowodzą, że bernikla hawajska wyewoluowała z bernikli kanadyjskiej (Branta canadensis), która przybyła na Hawaje około 500 000 lat temu, wkrótce po tym jak uformował się archipelag Hawaje. Za przodka nene uznaje się nene-nui (Branta hylobadistes), był on większy od nene oraz często pozbawiony możliwości lotu. Występował głównie na wyspie Maui, ale odnaleziono podobne skamieniałości również na wyspach Oʻahu i Kauaʻi. Mierzył 1,2 m i ważył około 9 kg. Badania mitochondrialnego DNA sugerują, że wszystkie bernikle hawajskie są blisko związane z Branta canadensis maxima i Branta canadensis occidentalis.

## Ochrona
Jest uznawana za najrzadszą gęś na świecie. Szacuje się, że w momencie przybycia Jamesa Cooka na Hawaje w 1778 roku, populacja bernikli hawajskiej wynosiła 25 000 osobników. Polowania oraz introdukcja drapieżników (świń, kotów, mangust) doprowadziły do redukcji populacji do 30 osobników w 1952 roku. Bardzo dobrze rozmnaża się w niewoli, co pozwoliło na reintrodukcję gatunku. W 2004 roku populacja została oszacowana na 1000 przedstawicieli gatunku. Przez pewien czas populacje były zależne od ciągłego wypuszczania osobników wychowywanych w niewoli, lecz pod koniec 1. dekady XXI wieku zaprzestano wypuszczania kolejnych osobników. Populacje na Kaua‘i, Hawai‘i i Maui są obecnie uważane za samowystarczalne. W 2014 roku stwierdzono lęg na wyspie Oahu – po raz pierwszy od XVIII wieku; gniazdująca para pojawiła się tam w sposób naturalny.
W Czerwonej księdze gatunków zagrożonych Międzynarodowej Unii Ochrony Przyrody gatunek od 2021 roku zaliczany jest do kategorii NT (bliski zagrożenia); wcześniej klasyfikowano go jako gatunek narażony (VU). Liczebność populacji szacuje się na 1700–2200 dorosłych osobników, a jej trend ocenia się jako wzrostowy.

## Galeria

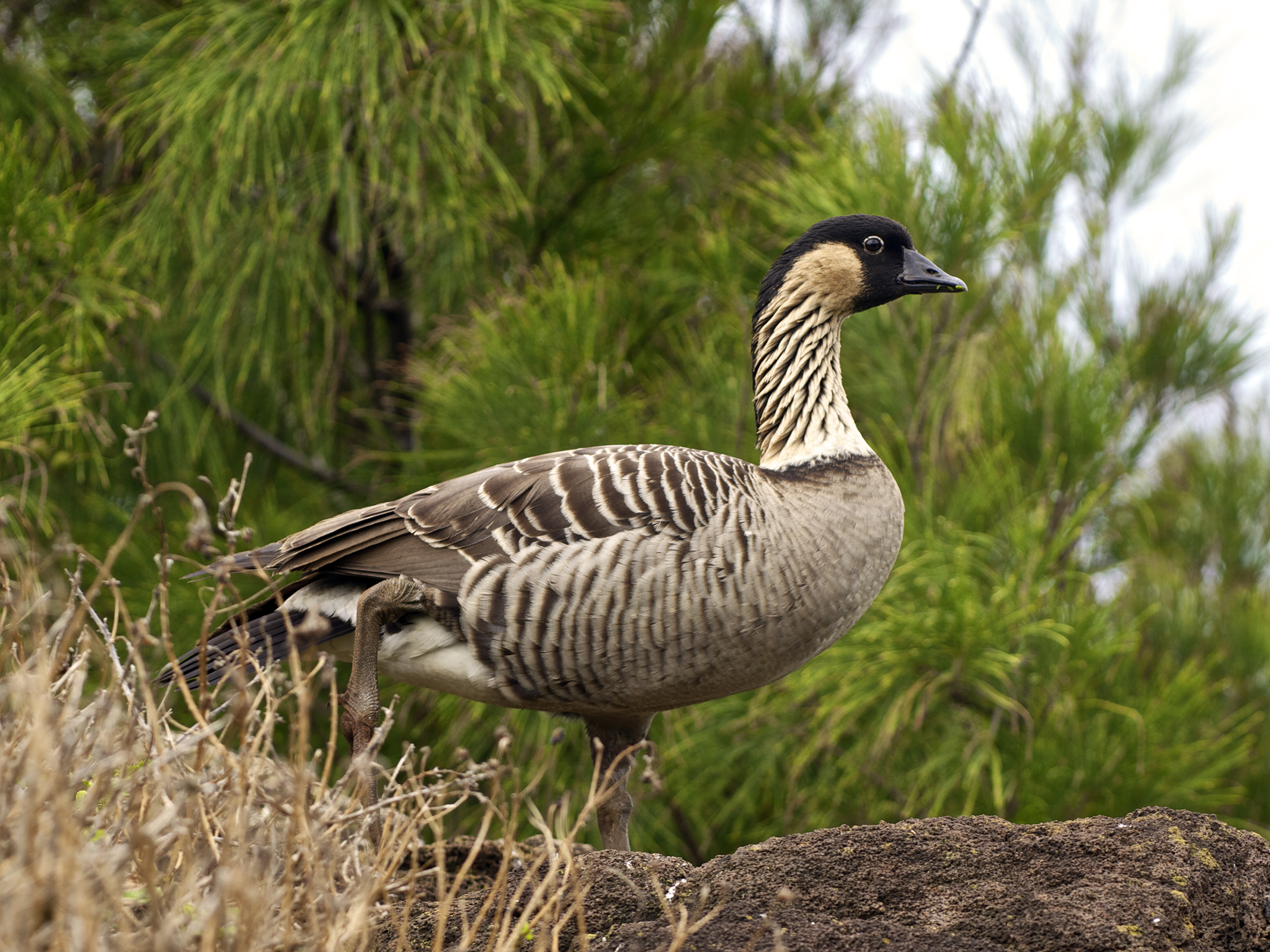
Branta sandvicensis z wyraźnie widocznymi charakterystycznymi czarnymi rowkami z piór na szyi
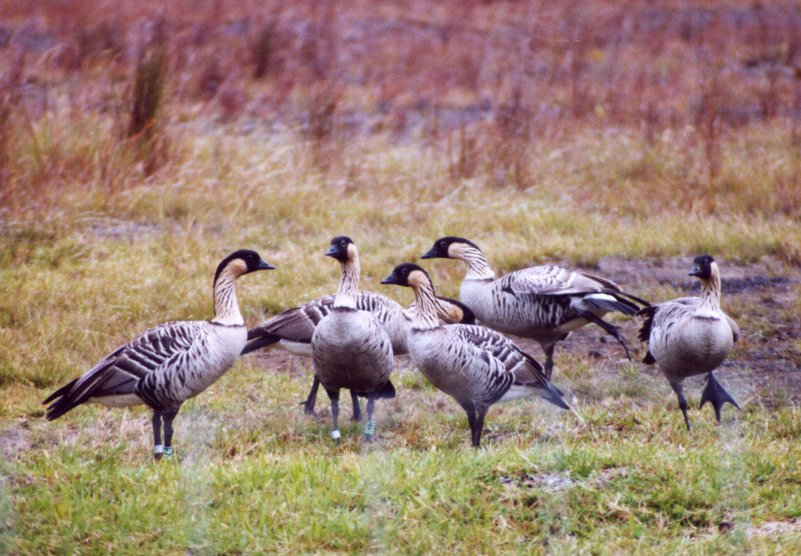
Rodzina bernikli hawajskich
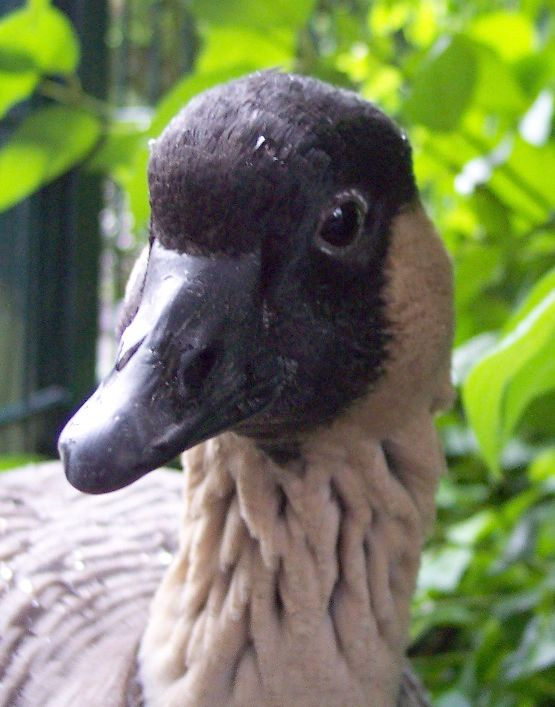
Upierzenie głowy z bliska
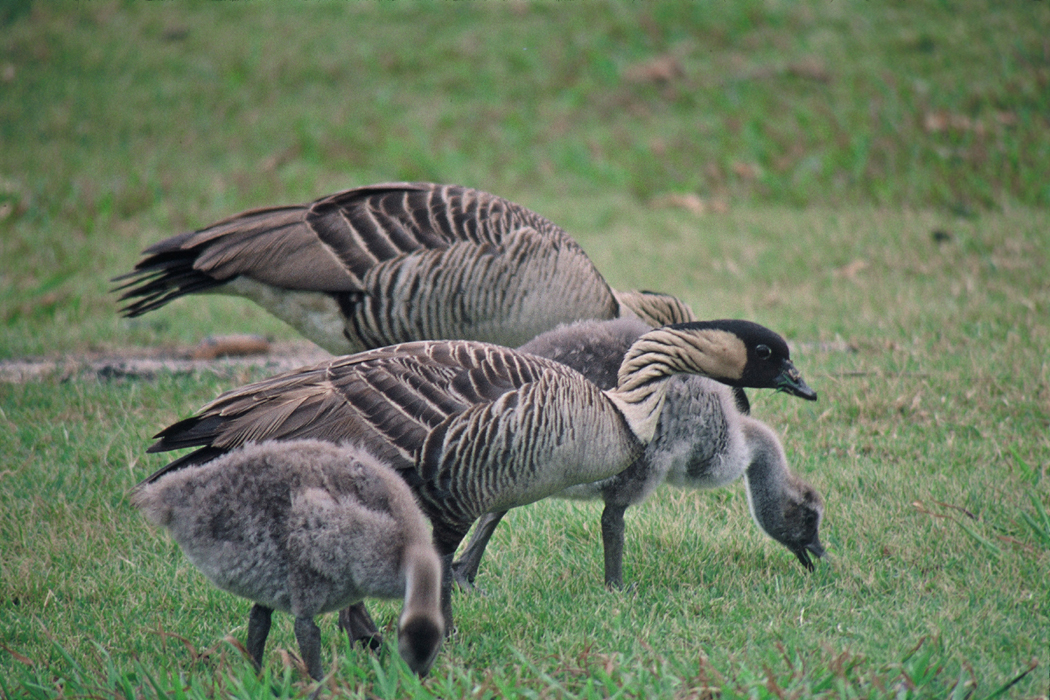
Młody osobnik z rodziną
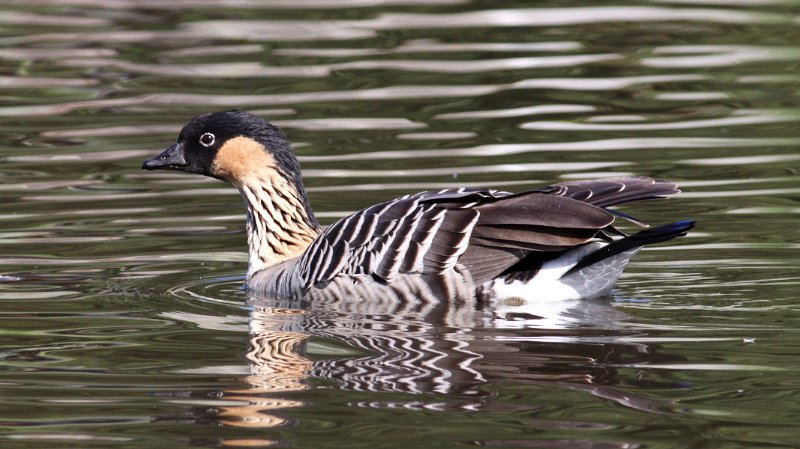
Pływająca Branta sandvicensis
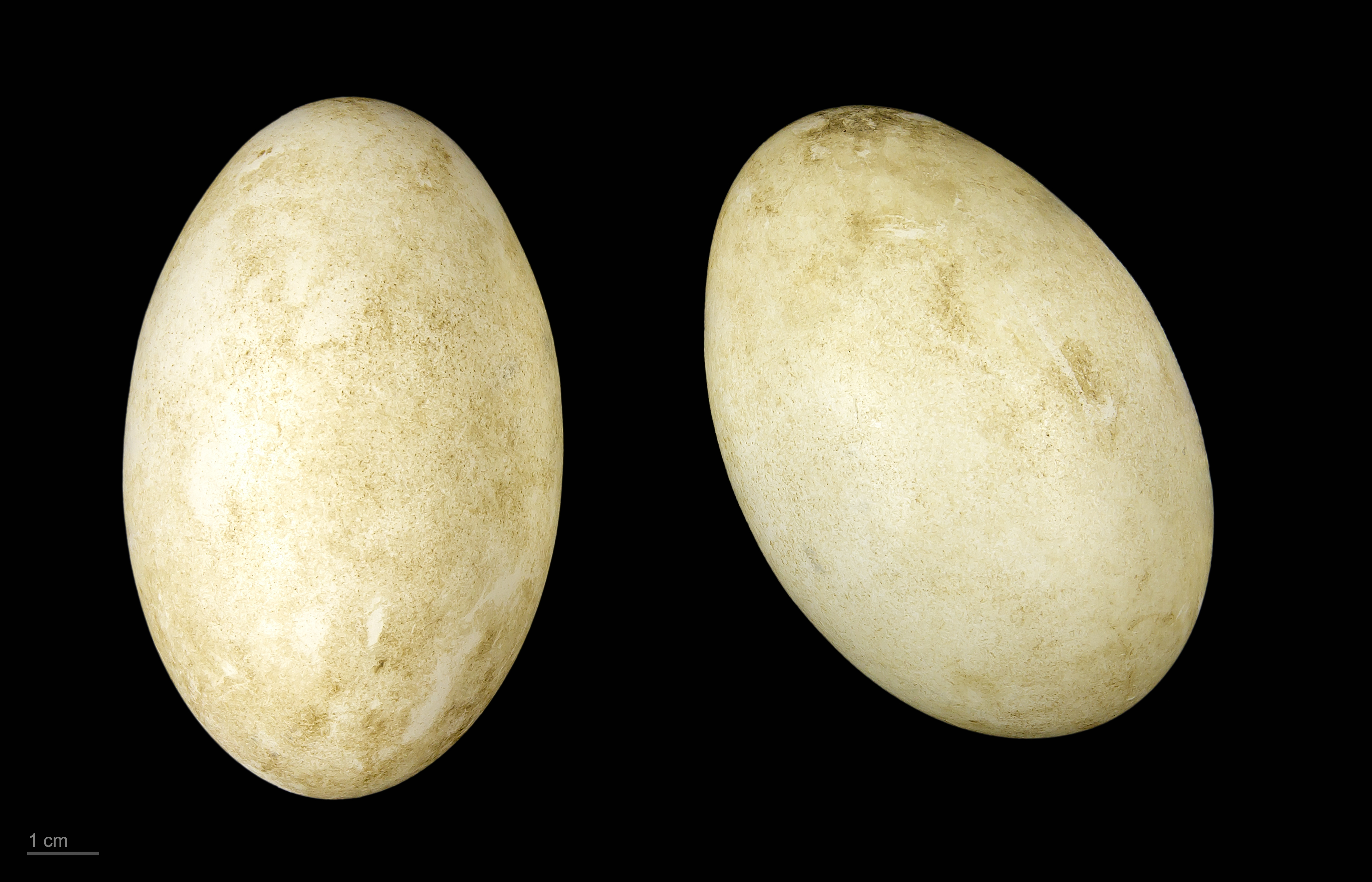
Jaja z kolekcji muzealnej